# Gerd Hegemann
Gerd Hermann Hegemann (* 5. September 1912 in Warstein; † 28. Januar 1999 in München) war ein deutscher Chirurg und Hochschullehrer.

## Herkunft, Studium und Berufseinstieg
Gerd Hegemann war der Sohn von Ferdinand Hegemann, Mediziner und Direktor einer Heilanstalt, und seiner Ehefrau Hella, geborene Uhlenbrock. Nach dem Abitur 1931 am humanistischen Gymnasium in Brilon begann er zunächst ein Studium der Rechtswissenschaft, wechselte aber noch im selben Jahr zum Medizinstudium, das er an den Universitäten Freiburg im Breisgau, Bonn, Berlin und Münster absolvierte. Seit 1931 war er Mitglied der katholischen Studentenverbindung KDStV Hercynia Freiburg im Breisgau. Nach dem medizinischen Staatsexamen wurde er 1936 an der Universität Münster zum Dr. med. promoviert und erhielt 1937 die ärztliche Approbation. Nach einem Medizinalpraktikum in Dresden war er ab dem Spätsommer 1937 – unterbrochen von einem halbjährigen Studienaufenthalt in Lyon – in Münster Assistenzarzt am Hygiene-Institut bei Karl Wilhelm Jötten und ab 1939 am Pathologischen Institut bei Friedrich Klinge. Er beantragte am 12. Juni 1937 die Aufnahme in die NSDAP und wurde rückwirkend zum 1. Mai desselben Jahres aufgenommen (Mitgliedsnummer 5.412.451), er trat im selben Jahr auch der SA bei.

## Zweiter Weltkrieg – Sanitätsoffizier
Zu Beginn des Zweiten Weltkriegs war Hegemann zunächst Chirurg in einer Sanitätskompanie. Ab August 1943 arbeitete er als wissenschaftlicher Assistent bei Paul Rostock an der Berliner Chirurgischen Universitätsklinik. Zudem war der Stabsarzt als beratender Chirurg bei der Lehrgruppe C der Militärärztlichen Akademie tätig sowie ab 1944 in der Abteilung des „Beauftragten für medizinische Wissenschaft und Forschung“ Paul Rostock, die dem „NS-Generalkommissar für das Sanitäts- und Gesundheitswesen“ Karl Brandt unterstellt war. Nach Kriegsende gab Hegemann im Nürnberger Ärzteprozess eine eidesstattliche Erklärung zur Verteidigung des angeklagten Rostock ab.
Seit 1944 war er mit Ursula Isphorsing verheiratet.

## Nach 1945

### Habilitation in Marburg, Chirurgie-Professur in Erlangen und Wirken
Hegemann war ab 1945 an der Chirurgischen Klinik der Universität Marburg tätig, wo er sich 1948 für Chirurgie habilitierte und anschließend als Privatdozent sowie ab 1953 als Oberarzt und ab 1954 als außerplanmäßiger Professor wirkte. Anfang November 1955 wurde er als ordentlicher Professor für Chirurgie und Direktor der Chirurgischen Universitätsklinik an die Universität Erlangen berufen. Er wurde Anfang Dezember 1977 emeritiert.
Hegemann wirkte auf dem gesamten Gebiet der Chirurgie, jedoch hauptsächlich im Bereich der Herz- und Gefäßchirurgie sowie der Bauch- und Thoraxchirurgie. 1959 führte er an der Chirurgischen Universitätsklinik Erlangen die erste koronare Venenbypassoperation in Deutschland durch. Er trieb den Ausbau der Chirurgischen Klinik in Erlangen voran, die sich unter seiner Leitung erheblich vergrößerte, und war Verfasser von mehr als 100 medizinischen Fachpublikationen, darunter einem Lehrbuch zur Operationslehre.

### „Erlanger Professorenkrieg“ – Auseinandersetzung mit Julius Hackethal
1963/1964 fand ein erbitterter Konflikt zwischen Klinikdirektor Hegemann und seinem langjährigen Oberarzt, dem außerplanmäßigen Professor Karl Heinz Hackethal, später bekannt als Julius Hackethal, ein breites Medienecho. Anlass war die Neubesetzung von Oberarztstellen durch Hegemann im November 1963, bei der Hackethal nicht, wie er erwartet hatte, stellvertretender Chefarzt der Chirurgischen Klinik wurde, sondern sogar die Stationen, die er bisher geleitet hatte, abgeben sollte.
Die scharfen Proteste Hackethals gegen diese als Benachteiligung empfundene Entscheidung hatten zur Folge, dass Hegemann sich von Hackethal genötigt und bedroht fühlte, diesem Operationsverbot erteilte und ein Disziplinarverfahren gegen ihn anstrengte. Nachdem Hackethal in seiner Vorlesung über „Allgemeine Chirurgie“ gegen Hegemann gerichtete anzügliche Bemerkungen gemacht hatte, verabschiedete die Medizinische Fakultät eine Entschließung, in der seine Vorlesungen als wissenschaftlich nicht ausreichend und sein Verhalten als eines Hochschullehrers nicht würdig bezeichnet wurde. Daraufhin wurde ihm vorläufig die Lehrbefugnis entzogen. Hackethal seinerseits versuchte nun mit allen Mitteln, die Entlassung Hegemanns zu erreichen; er warf ihm zahlreiche schwere Kunstfehler und eine extrem hohe Mortalitätsrate bei seinen Operationen vor, erstattete gegen ihn Anzeige wegen „Durchführung von Menschenversuchen mit tödlichem Ausgang“, verlangte die Wiederaufnahme eines 1959 eingestellten Verfahrens wegen des Todes einer Patientin nach einer Herzoperation und versuchte bei der Staatsanwaltschaft Nürnberg und beim Bayerischen Kultusministerium ein Operationsverbot für Hegemann durchzusetzen. Der Konflikt gipfelte darin, dass beide Kontrahenten – erfolglos – einen Waffenschein beantragten, da sie einen Anschlag ihres Gegners befürchteten.
Der Streit, der erhebliches öffentliches Aufsehen erregte, beunruhigte mittlerweile auch Patienten und erregte Besorgnis in der Ärzteschaft; der Berufsverband der bayerischen Chirurgen warnte vor einer Störung des Vertrauensverhältnisses zwischen Ärzten und Patienten. Gegen Hackethal und Hegemann wurden Ermittlungsverfahren eingeleitet, wobei das Verfahren gegen Hegemann bald eingestellt wurde, da sich die erhobenen Vorwürfe als gegenstandslos erwiesen. Hackethal wurde vom Kultusministerium als Oberarzt der Chirurgischen Klinik abberufen; gegen ihn wurde ein Dienststrafverfahren wegen Beleidigung, Nötigung und Störung des Dienstbetriebes angestrengt. Daraufhin kündigte Hackethal Anfang Februar 1964 sein Dienst- und Beamtenverhältnis. Die Affäre endete schließlich damit, dass Hackethal alle von ihm gegen Hegemann erhobenen Vorwürfe widerrief.

## Ehrungen und Mitgliedschaften
- Mitglied der Physikalisch-medizinischen Sozietät (1956)[1]
- Vorsitzender der Bayerischen Chirurgen-Vereinigung (1965) und später Ehrenmitglied[1]
- Bayerischer Verdienstorden (1975)
- Goldener Ehrenring der Stadt Erlangen (1979)[1]
- Max-Lebsche-Medaille der Vereinigung Bayerischer Chirurgen(1988)[9]
- Gerd-Hegemann-Reisestipendium von der Vereinigung der Bayerischen Chirurgen[10]

## Schriften (Auswahl)
- Beitrag zur Kenntnis der Myoblastenmyome. Bottrop i. W. 1937. (zugleich Universität Münster, Med. Diss., 1938)
- Die individuelle Reaktionsweise bei chirurgischen Infektionsprozessen. Springer-Verlag, Berlin / Göttingen / Heidelberg 1949 (zugleich Universität Marburg, Medizinische Fakultät, Habilitationsschrift, 10. Juli 1948)
- Allgemeine und spezielle chirurgische Operationslehre. 2. Auflage. Springer-Verlag, Berlin / Heidelberg / New York 1958 (mehrteiliges Werk).